# Environmental Protection Agency

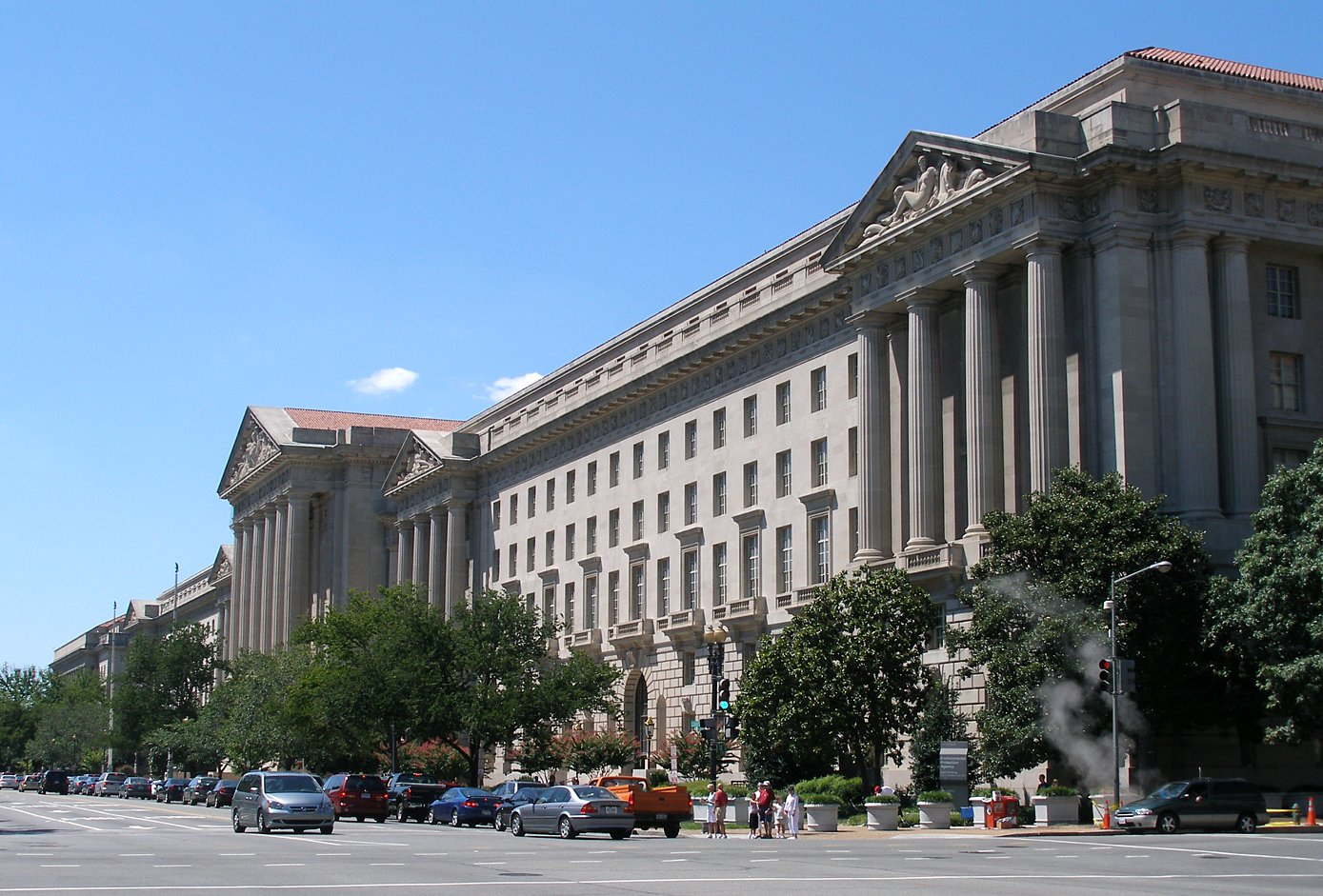
Hauptsitz

Die United States Environmental Protection Agency (EPA bzw. USEPA, deutsch Umweltschutzbehörde) ist eine unabhängige Behörde der Regierung der Vereinigten Staaten von Amerika zum Umweltschutz und zum Schutz der menschlichen Gesundheit.
Ihr Sitz ist Washington, D.C. im Ariel Rios Building in der Pennsylvania Avenue. Bei der Behörde sind etwa 17.000 Mitarbeiter beschäftigt.
Sie soll unter anderem die Umsetzung von Umweltschutzgesetzen begleiten. Seit 1982 besteht das Office of Criminal Enforcement, Forensics and Training (OCEFT), eine eigene Vollzugs- und Ermittlungsbehörde. Sie hat 1988 volle Polizeibefugnisse erhalten.

## Geschichte

### Gründung

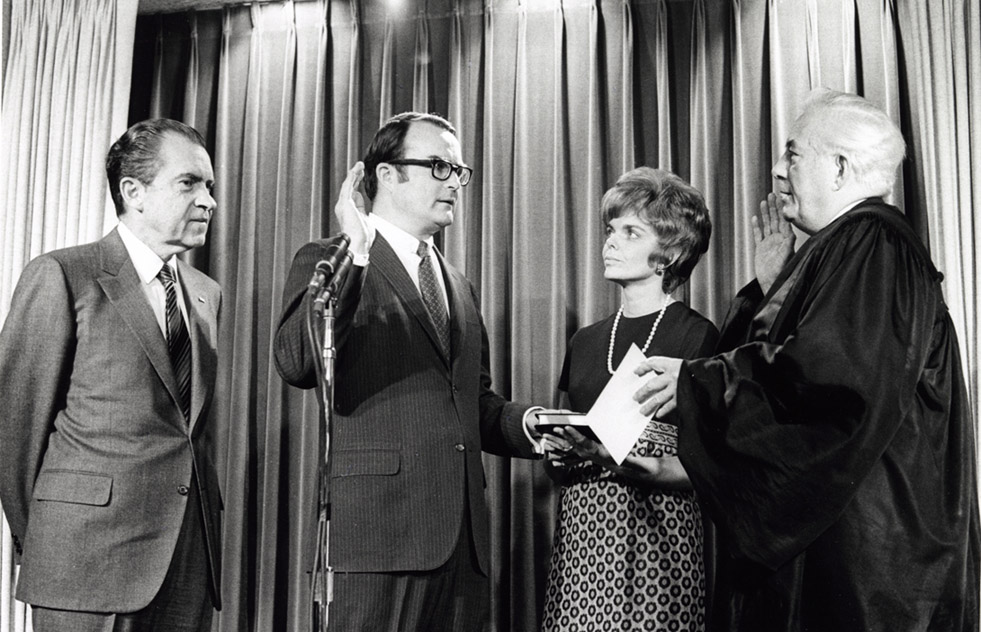
Vereidigung von William Ruckelshaus als EPA-Administrator

Der republikanische Präsident Richard Nixon gründete die Behörde im Dezember 1970. Die Motive zur Gründung der Agentur werden heute eher im politischen Druck der Öffentlichkeit als in der Einsicht Nixons gesehen. Der erste Leiter der EPA William Ruckelshaus, ein Republikaner aus Indiana, sagte, Nixon habe die EPA, aufgrund „der öffentlichen Proteste gegen Umweltzerstörung gegründet. Nicht, weil Nixon deren Besorgnis teilte, sondern weil er keine andere Möglichkeit hatte.“ Die EPA war nach dem 1967 gegründeten Schwedischen Umweltamt die weltweit zweite vergleichbare Umweltbehörde.
Sechs Tage nach dem Earth Day 1970 autorisierte Nixon die US-Streitkräfte von Vietnam aus nach Kambodscha einzumarschieren; was zu größeren Protesten auf den Straßen der Vereinigten Staaten führte. Laut Ruckelshaus sah Nixon die Kriegsgegner und Umweltschützer als des gleichen Vaters Kind (“birds of a feather”); beide verkörperten seiner Meinung nach eine Schwäche in der amerikanischen Gesellschaft (“both reflected weakness in the American character.”)

### Clean Air Act
Als eine der ersten Maßnahmen der neuen Behörde setzte sich Ruckelshaus für die Schaffung des Clean Air Act von 1970 ein. Die EPA erhielt die Autorität, die Luftqualität beeinträchtigende Emittenten zu regulieren. Dieses Gesetz gilt bis heute als ein großer Erfolg der US-Umweltgesetzgebung und führte zur technischen und umweltfreundlicheren Weiterentwicklung von Verbrennungsmotoren. Die EPA schätzte damals, dass ca. 5000 Amerikaner jährlich an Krankheiten als Folge der Luftverschmutzung starben.

### Clean Water Act
1972 folgte der Clean Water Act, bis heute die Grundlage des Gewässer- und Meeresschutzes an den Küsten der USA. Behördenchef Ruckelshaus war in den frühen 1960er Jahren Leiter des „Stream Pollution Control Board“ in Indiana. Das Gremium stellte damals Regeln für den Gewässerschutz auf, verfolgte aber deren Einhaltung kaum. Zusammen mit Wasser-Ingenieuren seiner Behörde reiste er in einem Truck durch Indiana und nahm Wasserproben. Die EPA glich diese mit den Funden von Fischen in den Gewässern ab.
1969 stand der Cuyahoga River bei Cleveland nach einem Ölleck in Flammen. Auch das alarmierte die US-Umweltbewegung und half, den Clean Water Act durchzusetzen. Grundlage war der Federal Water Pollution Control Act von 1948, der bis heute die Basis für den Clean Water Act bildet. Der Umfang des Clean Water Acts beinhaltet die Wiederherstellung der chemischen, physikalischen und biologischen Ganzheit des Wassers („… to restore and maintain the chemical, physical, and biological integrity of the Nation’s waters …“) sowie die Aufrechterhaltung dieses Zustandes.

### Klage von Mingo Logan gegen EPA
Von 2009 bis 2014 beschäftigte eine juristische Auseinandersetzung um den Widerruf einer bereits erteilten Abbaugenehmigung im Mountaintop removal-Bergbauverfahren mehrere Gerichte in Washington, D.C. Der mehrjährige Streit, in dem die Verschmutzung von Wasserressourcen zu beurteilen war, wurde zugunsten der Beklagten (EPA) entschieden. Einige Medien und Umweltschutzorganisationen werteten den Ausgang als richtungsweisend für die Zukunft des MTR-Bergbaus.

### Abgasskandal
Den Abgasskandal mit internationalen Folgen in der ganzen Autobranche brachte 2015 die EPA ins Rollen. Sie machte öffentlich, dass verschiedene Autohersteller mittels Software ihre Abgaswerte manipuliert hatten und damit gegen US-Recht verstießen. Am 18. September 2015 richtete die EPA erstmals eine Notice of Violation (sinngemäß: Mitteilung eines Rechtsverstoßes) an die Volkswagen Group of America mit juristischen Vorwürfen wegen Verstößen gegen den Clean Air Act. 2017 erklärte die EPA, auch Fiat-Chrysler habe Abgaswerte manipuliert.

### Präsidentschaft Trump
Im Zuge der ersten Präsidentschaft Donald Trumps, der als „Klimaskeptiker“ auftritt und im Wahlkampf angekündigt hatte, Umweltschutzmaßnahmen zu reduzieren, wurde und wird die EPA grundlegend hin zu einer wirtschaftsfreundlichen Behörde verändert. Die Veränderungen gehen weit über das Maß hinaus, wie es unter vorherigen Präsidenten, etwa Ronald Reagan oder George H. W. Bush, zu beobachten war. Es sei nahe an der Vereinnahmung durch Industrieinteressen (regulatory capture), so eine Untersuchung vom April 2018.
Unter anderem wurde die EPA stark verkleinert, um damit der umweltpolitischen Kehrtwende der Regierung Trump Rechnung tragen. Das Übergangsteam der EPA wurde von Myron Ebell geleitet, einem Lobbyisten, der für die konservative Denkfabrik Competitive Enterprise Institute arbeitet und als Leiter der Cooler Heads Coalition zu den zentralen Figuren der organisierten Klimawandelleugnerszene gezählt wird. Ende Januar 2017 äußerte Ebell, er erwarte von Trump, dass mindestens die Hälfte der EPA-Beschäftigten entlassen und das Budget der Organisation erheblich gekürzt werde.
Die Fachzeitschrift Nature beschrieb die Vorgänge bei der EPA in einem im Oktober 2020 publizierten Editorial als Beispiel für den „systematischen Abbau der wissenschaftlichen Kapazitäten in den wissenschaftlichen Regulierungsbehörden“ unter Trump. Zudem erklärten die Autoren, dass die EPA während der Regierungszeit Trumps „verkümmert“ sei, da „ihre Wissenschaftler von der Führungsspitze ignoriert wurden“. Bis zu diesem Zeitpunkt hatte das von Trump eingesetzte Führungspersonal daran gearbeitet, mehr als 80 Umweltschutzbestimmungen zur Eindämmung von diversen Schadstoffemissionen wie Treibhausgasen, Quecksilber oder Schwefeldioxid abzuschaffen oder zumindest abzuschwächen. Gemäß Klimaforscher und IPCC-Leitautor Benjamin D. Santer wurde die Behörde während der Regierungszeit Trumps von einer Umweltschutzbehörde zu einer „Umweltverschmutzungsbehörde“ („Environmental Pollution Agency“) umgebaut, die für Trumps finanzielle Unterstützer aus der fossile Energiewirtschaft diverse Gesetze zum Schutz von Luft und Wasser rückgängig machte.

#### Personalpolitik
Als neuer Leiter wurde zunächst Scott Pruitt ernannt, ebenfalls ein Klimawandelleugner, der in seiner Zeit als Attorney General von Oklahoma den Kampf gegen Klimaschutzmaßnahmen des damaligen Präsidenten Barack Obama mit anführte. Gemeinsam mit weiteren republikanischen Attorneys General und Unternehmen aus der Energiebranche setzte er sich gegen Maßnahmen zum Umwelt-, Klima- und Gesundheitsschutz ein. In den Jahren 2011 bis 2016 verklagte er die EPA 13-mal mit dem Ziel, Umweltschutzmaßnahmen aufzuheben oder zu lockern. Pruitt trat am 5. Juli 2018 nach vielen Skandalen von seinem Posten zurück.
Mindestens vier hohe Verwaltungsstellen in der EPA wurden mit engen Vertrauten von James Inhofe besetzt, der (Stand 2011) als der profilierteste Klimawandelleugner in der US-Politik gilt. Pruitt hob als eine seiner ersten Amtshandlungen bei der EPA die Pflicht für Öl- und Gasunternehmen auf, bei ihren Fördertätigkeiten Daten zu Methanemissionen zu erheben.
Anfang Mai 2017 wurde bekannt, dass die Verträge von 9 der 18 Mitglieder des wissenschaftlichen Beirats nicht verlängert würden. Ersetzt werden sollen die entlassenen Gremienmitglieder nun durch Vertreter von Industrieunternehmen. Eine EPA-Sprecherin erklärte, Pruitt glaube, das Gremium solle mit Personen besetzt sein, die die Auswirkungen staatlicher Regulierung auf die Industrie verstünden. Infolge dieser Entscheidungen halbierte sich die Zahl der an Universitäten forschenden Wissenschaftler im wissenschaftlichen Beirat, während sich die Zahl von Mitgliedern, die von Industrieunternehmen und Beratungsunternehmen in das Gremium gesandt wurde, verdreifachte.
Im Oktober 2017 nominierte Trump den Kohlelobbyisten Andrew Wheeler als stellvertretenden Leiter der EPA. Wheeler hatte seit 2009 einer herausragende Stellung als Lobbyist der Energiebranche inne und hatte in dieser Funktion mehrfach die EPA verklagt. Zuvor hatte er zusammen mit dem Blogger Marc Morano für den Senator Jim Inhofe gearbeitet, der einmal einen Schneeball zu einer Senatssitzung mitgebracht und dessen Existenz als Beweis gegen die Existenz der globalen Erwärmung angeführt hatte. Inhofe und auch Morano begrüßten die Nominierung Wheelers; Umweltverbände wie der Sierra Club äußerten scharfe Kritik. Die Nominierung erregte auch deswegen Aufmerksamkeit, weil Trump noch im Januar 2017 eine Executive Order unterzeichnet hatte, das festhielt, dass in seiner Regierung Lobbyisten keine Posten besetzen würden, bei denen sie in Kontakt mit ihrer früherer Tätigkeit als Lobbyist kommen würden. Wheeler erhielt 2017 für seine Tätigkeit als Lobbyist ca. 370.000 Dollar Honorar von dem Kohlekonzern Murray Energy, sein Unternehmen in den neun Jahren seiner Tätigkeit zwischen 225.000 und 559.000 Dollar. Im April 2018 wurde er vom US-Senat als stellvertretender EPA-Direktor bestätigt.

#### Umformung unter Präsident Trump
Am 25. Januar, fünf Tage nach Amtsantritt, untersagte Trump EPA-Wissenschaftlern, Öffentlichkeit und Journalisten mittels sozialer Medien mit Informationen zu versorgen. Zudem wurden Neueinstellungen von Wissenschaftlern und Forschungszuschüsse bis auf weiteres gestrichen. Ebenfalls ordnete die Regierung Trump an, alle Studien und Daten von EPA-Wissenschaftlern vor ihrer Publikation politisch zu überprüfen, was auch für die Website der EPA gilt. Am selben Tag wurde bekannt, dass auf Anweisung Trumps alle Informationen zur globalen Erwärmung von der EPA-Website gelöscht werden sollten. Einen Tag später wurde dieser Plan nach erheblicher Kritik zurückgezogen. Ende April wurde die Website der EPA schließlich umgestaltet, wobei Seiten mit Klimabezug gelöscht oder ins Archiv verschoben wurden. Unter anderem betraf dies eine Seite, die zuvor als die „offizielle Regierungsseite für umfassende Informationen bezüglich Klimawandel und globaler Erwärmung“ fungiert hatte. Entfernt wurden ebenfalls Daten über große Umweltverschmutzer und Berichte über die Auswirkungen des Klimawandels auf die menschliche Gesundheit. Ziel der Änderungen sei es, den neuen Kurs der EPA unter Trump wiederzugeben und Verwirrung durch veraltete Informationen zu vermeiden.
Daneben wurde auch eine viel genutzte Website, die Schulkinder über die globale Erwärmung aufklären sollte, so verschoben, dass sie sowohl über die EPA-Website selbst als auch über eine Google-Suche kaum noch aufgefunden werden kann. Weitere Umgestaltungen betrafen z. B. das Büro für Wissenschaft und Technologie der EPA (Office of Science and Technology), das u. a. für die Erstellung von Wasserschutzrichtlinien verantwortlich ist. Dort wurde bei der Tätigkeitsbeschreibung unter anderem ein Passus gelöscht, dass die Einrichtung „wissenschaftsbasiert“ agiere. Stattdessen sollen fortan „technisch und ökologisch erreichbare Standards“ entwickelt werden, was von Kritikern so interpretiert wird, dass öffentliche Gesundheit und Wissenschaft zukünftig verglichen mit den Interessen von Wirtschaftsunternehmen eine untergeordnete Rolle einnehmen sollen.
Wissenschaftler organisieren bereits seit Dezember 2016 „Data Rescue Events“ („Datenrettungsveranstaltungen“), um möglichst viele entsprechende öffentliche Daten zu kopieren und in ein sicheres Archiv abzulegen: Sie starteten das Projekt datarefuge.org (dt. „Datenzuflucht“). Zudem richteten Wissenschaftler unter anderem der EPA anonym inoffizielle Social-Media-Accounts ein, um das Verbot zu umgehen, Forschungsergebnisse über Soziale Medien zu verbreiten.
Am 16. März 2017 stellte die Regierung Trump ihre Budgetplanungen vor, die vom Kongress noch bestätigt werden müssen. Demnach soll das Budget der EPA um 31 % gekürzt werden; auch weitere Wissenschaftsinstitutionen und Behörden mit Umwelt-, Klima- und Gesundheitsforschung wie die National Oceanic and Atmospheric Administration und das Department of Energy sollen starke Budgetkürzungen erfahren. Bei der EPA sollen Forschungsprojekte zum Clean Power Plan nicht weiter finanziert werden sowie alle Forschungsprogramme und Forschungspartnerschaften mit Bezug zur Klimaforschung ersatzlos gestrichen werden. Die Finanzierung für die Beseitigung giftiger Substanzen soll um 330 Mio. Dollar, für die Durchsetzung von Luft- und Wasserschutzrichtlinien um 129 Mio. Dollar bzw. ca. 20 % gekürzt werden. Mehr als 50 weitere Umweltprogramme – etwa zur großflächigen Säuberung der Großen Seen und der Chesapeake Bay, zur Steigerung der Energieeffizienz, zur Bekämpfung der Folgen der globalen Erwärmung und zur Reduzierung der Luftverschmutzung – sollen entweder ganz gestrichen oder an US-Bundesstaaten übertragen werden. Das Budget der Forschungs- und Entwicklungsabteilung der EPA soll auf etwa die Hälfte reduziert werden. Zudem soll etwa jeder fünfte Angestellte der EPA entlassen werden. Laut Mick Mulvaney, Chef des Office of Management and Budget, wolle Präsident Trump eine kleine Umweltbehörde und es sei nicht möglich, „den Sumpf auszutrocknen und alle Personen in ihm zu lassen“. Zudem kündigte er an, dass die Trump-Regierung die Klimaforschung einstellen wolle, da sie diese für „Geldverschwendung“ halte.
Ende März 2017 erließ Trump bei einem Besuch der Umweltbehörde ein Dekret, das viele Umwelt- und Klimaschutzprogramme rückgängig machen soll. Diese waren zuvor unter Barack Obama erlassen worden, um den 2015 von 195 Staaten der Welt beschlossenen Pariser Klimaschutzvertrag einzuhalten. Unter anderem beauftragte Trump EPA-Chef Scott Pruitt damit, den Clean Power Plan, der eine Emissionsreduzierung von bestehenden wie neuen Kraftwerken vorsah, „auszusetzen, zu überarbeiten oder aufzuheben“. Zudem wies er Bundesbehörden an, Richtlinien außer Kraft zu setzen oder zu verbessern, die inländische Energieerzeugung behindern könnten. Ebenfalls wurden mit dem Dekret Richtlinien abgeschafft, die vorsahen, dass bei politischen Erlassen und Infrastrukturvorhaben der Klimawandel berücksichtigt werden muss. Während der Unterzeichnungszeremonie in der EPA-Zentrale erklärte Trump im Beisein von Kohlearbeitern, seine Regierung werde den „Krieg gegen die Kohle“ beenden. Anfang Juli 2017 blockierte ein Bundesberufungsgericht den Versuch der EPA, unter Obama eingeführte Grenzwerte vor Emissionen an Öl- und Gasbohrungen aufzuheben. Es erklärte die versuchte Aufhebung als „unbegründet“, „willkürlich“ und „unberechenbar“. Die EPA müsse den Clean Air Act umsetzen und dürfe nicht ohne Gründe den Gesetzesvollzug einstellen.
Im August 2017 wurde öffentlich, dass die Forschungsförderung der EPA nun einer politischen Überprüfung unterzogen werden. Anträge zur Forschungsförderung von EPA-Wissenschaftlern oder Drittinstitutionen wie Universitäten, Bildungsangebote und Umweltprogramme werden nun anstelle von mit der Materie vertrauten Wissenschaftlern von einer Stelle im Büro für Öffentlichkeitsarbeit der EPA entschieden. Der für diese Stelle ausgewählte PR-Angestellte verfügt nach Medienangaben über keinerlei naturwissenschaftliche Qualifikation und arbeitete zuvor u. a. in einer politischen Beratungsfirma sowie im Wahlkampfteam von Donald Trump. Unter anderem wies er Mitarbeiter an, Anträge nach dem Wort „Klimawandel“ zu durchforsten und alle Hinweise auf diesen aus den Anträgen zu eliminieren. Zudem strich er einige Vorhaben nachträglich, die den Bewilligungsprozess bereits erfolgreich durchlaufen hatten. Auch das EPA-Museum soll umgestaltet werden, um globale Erwärmung herunterzuspielen. Anstelle der Klimawandelbezogenen Ausstellung soll möglicherweise eine Ausstellung mit Thema Kohle erstellt werden.
Am 9. Oktober 2017 verkündete EPA-Administrator Pruitt in der Kohlebergbaustadt Hazard (Kentucky), den Clean Power Plan Barack Obamas aufheben zu wollen: Der „Krieg gegen die Kohle“ sei vorbei. Einen Tag später unterzeichnete er eine entsprechende Anordnung. Der Clean Power Plan sah vor, die Kohlenstoffdioxidemissionen von Kraftwerken im Zeitraum 2005 bis 2030 um 32 % zu senken. Aufgrund vermiedener Klima- und Gesundheitsschäden hätte der Clean Power Plan zudem einen volkswirtschaftlichen Gewinn von ca. 25 bis 45 Milliarden Dollar im Jahr 2030 erbracht.
Um diesen volkswirtschaftlichen Gewinn in einen volkswirtschaftlichen Verlust zu verwandeln, veränderte die EPA die Berechnungsmethode der Sozialen Kosten der Kohlenstoffemissionen (Social Costs of Carbon) massiv, um deren Wert von etwa 50 Dollar/Tonne auf den politisch vorgegebenen Wert von einem Dollar/Tonne Kohlenstoffdioxid kleinzurechnen. So berücksichtigt die EPA bei auftretenden Klimaschäden durch US-Emissionen nur noch die Auswirkungen direkt in den USA selbst, während die Auswirkungen auf alle anderen Staaten ignoriert werden. Hierdurch wird die Schadenssumme etwa auf ein Viertel ihres realen Wertes reduziert. Zudem wurde der Diskontsatz für die Einpreisung künftiger Klimaschäden auf 7 % erhöht; ein Satz, der unter Ökonomen als völlig überhöht gilt. Mit diesem Rechentrick erscheinen zukünftige Klimaschäden bei heutiger Kaufkraft als klein. Drittens verdoppelte die EPA die Kosten, die sich für die Energiewirtschaft durch Einführung des Clean Power Plan ergeben, in ihren Annahmen. Viertens wurden gesundheitliche Vorteile kleingerechnet, indem jede Verbesserung der Luftqualität in Gebieten, wo die Grenzwerte bereits eingehalten werden, so behandelt wird, als entstünde hierdurch keine weitere Reduzierung der Gesundheitskosten. Durch diese vier Rechentricks, die laut Süddeutscher Zeitung allesamt massiv den Erkenntnissen der Wissenschaft widersprechen, gelang es der EPA, die gewünschten niedrigen Werte von einem Dollar/Tonne zu erreichen und somit die volkswirtschaftliche Vorteilhaftigkeit des Clean Power Plans zu einem Nachteil zu verwandeln, mit dem sich die Abschaffung begründen ließ. International liegen die Social Costs of Carbon weitaus höher: Das Umweltbundesamt nennt 145 Euro/Tonne, die Weltbank 50 bis 100 Dollar/Tonne. Auf ähnliche Weise rechnet die EPA unter Pruitt die sozialen Kosten von Methan klein.
Wenige Tage später verbot die EPA-Führung drei ihrer Wissenschaftler, Vorträge während einer wissenschaftlichen Konferenz zu halten. Gründe für diese Anordnung wurden nicht genannt. Ein EPA-Sprecher erklärte, die Wissenschaftler dürften die Konferenz besuchen, jedoch nicht dort sprechen. Die Wissenschaftler hatten zuvor an einer mehrjährigen, peer-reviewten Studie mitgewirkt, in der die ökologische Situation der Narragansett Bay untersucht wurde und die nun auf der Konferenz präsentiert werden sollte. Dieser rund 500 Seiten umfassende technische Bericht hatte ergeben, dass die Narragansett Bay zwar einerseits sauberer werde, zugleich jedoch durch Nährstoffeinträge und die globale Erwärmung gefährdet sei.
Im September 2020 weichte die EPA eine unter Präsident Obama eingeführtes Gesetz auf, das Kohlekraftwerken vorschrieb, bei der Einleitung von mit Schwermetallen belastetem Schmutzwasser in Gewässer bestimmte Reinigungstechnologien zu deren Schutz einzusetzen. Dieses Schmutzwasser fällt bei der Rauchgasreinigung an, die genutzt wird, um Quecksilber, Schwefeldioxid usw. aus dem Rauchgas zu filtern und ist neben diesen Substanzen u. a. mit Blei, Selen und Arsen belastet. Das Gesetz wird als Versuch der Regierung Trump angesehen, die im Wettbewerb mit erneuerbaren Energien und Gaskraftwerk stehende angeschlagene US-Kohleindustrie zu unterstützen. Andrew Wheeler, der Leiter der EPA, der vor diesem Amt selbst als Lobbyist für die Kohlebranche tätig gewesen war, beschrieb die Gesetzesänderung als den Einsatz von „erschwinglicheren Technologien zur Bekämpfung der Umweltverschmutzung“, die „die Umweltverschmutzung verringern und gleichzeitig Arbeitsplätze retten“ würden. Die Regierung Obama war davon ausgegangen, dass das Gesetz die Einleitung von 1,4 Mrd. Pfund Schwermetalle und anderer giftiger Substanzen verhindern würde und die Kohleindustrie etwa 480 Mio. Dollar pro Jahr kosten würde.

## Liste der Administratoren
Die Administratoren der Behörde werden durch den Präsidenten ernannt und müssen durch den Senat bestätigt werden. Sie leiten die Behörde und gehören dem Kabinett an.
| Amtszeit  | Name                   | Präsident                  |
| --------- | ---------------------- | -------------------------- |
| 1970–1973 | William Ruckelshaus    | Richard Nixon              |
| 1973–1977 | Russell E. Train       | Richard Nixon, Gerald Ford |
| 1977–1981 | Douglas M. Costle      | Jimmy Carter               |
| 1981–1983 | Anne Gorsuch           | Ronald Reagan              |
| 1983–1985 | William Ruckelshaus    | Ronald Reagan              |
| 1985–1989 | Lee M. Thomas          | Ronald Reagan              |
| 1989–1993 | William K. Reilly      | George Bush                |
| 1993–2001 | Carol M. Browner       | Bill Clinton               |
| 2001–2003 | Christine Todd Whitman | Bill Clinton               |
| 2003–2005 | Michael Leavitt        | George W. Bush             |
| 2005–2009 | Stephen L. Johnson     | George W. Bush             |
| 2009–2013 | Lisa P. Jackson        | Barack Obama               |
| 2013–2017 | Gina McCarthy          | Barack Obama               |
| 2017–2018 | Scott Pruitt           | Donald Trump               |
| 2018–2021 | Andrew R. Wheeler      | Donald Trump               |
| 2021–2024 | Michael S. Regan       | Joe Biden                  |
| seit 2025 | Lee Zeldin             | Donald Trump               |

## Kritik
Das 1970 ins Leben gerufene Federal Clean Car Incentive Program, das amerikanische Studien für ein Elektro-Hybridfahrzeug umzusetzen versuchte, wurde – obwohl anfänglich stark forciert – 1976 durch die Umweltschutzbehörde der USA gestoppt.
US-Republikaner kritisierten im Sommer 2011 die EPA, dass sie die Wirtschaft gefährde und Arbeitsplätze vernichte. Sie forderten z. B. eine Kürzung des EPA-Budgets für 2012 um 20 % und eine Beschneidung der Kompetenzen der EPA.
Paul Krugman hingegen fordert endlich die Umsetzung der Umweltschutzrichtlinien, insbesondere gegen Quecksilber, und hält den Kampf gegen eine funktionierende Umweltbehörde für ein ideologisches Gemeingut mittlerweile aller Republikaner.
Im Jahr 2017 geriet die Behörde um ihren Chef Scott Pruitt in Kritik, da sie öffentlich bekannt gab, Wissenschaftler des externen Beratungsgremiums kündigen zu wollen, wenn diese Förderung durch die EPA erhalten, um eine Unabhängigkeit der Experten von der Politik zu gewährleisten. Auffällig ist dabei, dass durch die Maßnahmen eine Einflussnahme der unabhängigen Regierungsorganisation EPA verhindert werden soll, nicht aber eine Einflussnahme beziehungsweise eine Finanzierung von Gremiumsmitgliedern durch die Industrie. Deborah Swackhamer, Professorin für Umweltwissenschaften und die damalige Vorsitzende des Gremiums sagte dazu: „Das Vorhaben richtet sich eindeutig gegen Wissenschaftler, die nicht die Interessen von Firmen vertreten.“ Bereits in Jahren 2014/15 hatte die EPA nach Aussagen des WHO-Wissenschaftsberaters Chris Pointer die krebserregende Wirkung des Pflanzenschutzmittel-Wirkstoffes Glyphosat nach Sichtung mehrerer Tierstudien als ausreichend nachgewiesen bewertet. In den Studien konnte Glyphosat die Induktion von oxidativem Stress, einem Krebsentstehungsfaktor, nahegelegt werden. Kritik kam auf, als das externe Beratungsgremium der EPA eine Neubewertung der Studien anregte, wonach genau diese brisanten Studien als irrelevant bewertet wurden. Aufgrund dieser und weiterer Indizien, die unter anderem vermehrt seit der Präsidentschaft von Donald Trump auftreten, wird die Unabhängigkeit der EPA mittlerweile öffentlich in Frage gestellt.

## In der Popkultur
Im Animationsfilm Die Simpsons wird die EPA parodiert. Aufgrund von Umweltverschmutzung durch Homer Simpson fasst die EPA den Beschluss, eine riesige Glasglocke über die fiktive Stadt Springfield zu legen. Das sorgt bei den Einwohnern für Empörung, die sich allerdings gegen Homer und nicht gegen die EPA richtet.
Bereits in der zwölften Episode von Staffel vier, „Homer kommt in Fahrt“ (Originaltitel „Marge vs. the Monorail“), wird Mr. Burns durch Bedienstete der EPA festgenommen, als er illegal nuklearen Abfall entsorgt. Sie tritt auch in Staffel 13, Episode 2, mit dem Titel „Am Anfang war die Schreiraupe“ (Originaltitel „The Frying Game“) kurz in Erscheinung.